# Comunità economica africana
La Comunità economica africana (CEA; in francese: Communauté économique africaine - CEA; in inglese: African Economic Community - AEC; in portoghese: Comunidade Econômica Africana - CEA) è un'organizzazione degli stati dell'Unione africana che costituisce la base per il mutuo sviluppo economico tra la maggioranza degli stati africani. Gli obiettivi dichiarati dell'organizzazione includono la creazione di aree di libero scambio, di unioni doganali, di un mercato unico, di una banca centrale e di una valuta comune, venendo così a creare un'unione economica e monetaria.

## Pilastri dell'AEC
Attualmente esistono molteplici blocchi regionali in Africa, noti anche come comunità economiche regionali (CER, in inglese: Regional Economic Communities - REC), molte delle quali hanno membri che si sovrappongono. Le CER consistono principalmente in blocchi commerciali che, in alcuni casi, prevedono anche la cooperazione politica e militare. La maggior parte di queste CER costituiscono i "pilastri" della CEA, molti dei quali hanno una sovrapposizione di alcuni dei propri stati membri. A causa di questa alta proporzione nelle sovrapposizioni è probabile che alcuni stati con partecipazioni multiple abbandonino alla fine uno o più CER. Alcuni di questi pilastri contengono inoltre sottogruppi con unioni doganali e/o monetarie più ristrette.
I pilastri e i corrispondenti sottogruppi sono i seguenti:
| Pilastri                                                               | Sottogruppi                                                                                       |
| ---------------------------------------------------------------------- | ------------------------------------------------------------------------------------------------- |
| Comunità degli Stati del Sahel e del Sahara (CEN-SAD)                  |                                                                                                   |
| Mercato comune dell'Africa orientale e meridionale (COMESA)            |                                                                                                   |
| Comunità dell'Africa orientale (EAC)                                   |                                                                                                   |
| Comunità economica degli Stati dell'Africa centrale (CEEAC-ECCAS)      | Comunità economica e monetaria dell'Africa centrale (CEMAC)                                       |
| Comunità economica degli Stati dell'Africa occidentale (CEDEAO-ECOWAS) | Unione economica e monetaria ovest-africana (UEMOA) Zona monetaria dell'Africa occidentale (WAMZ) |
| Autorità intergovernativa per lo sviluppo (IGAD)                       |                                                                                                   |
| Comunità di sviluppo dell'Africa meridionale (SADC)                    | Unione doganale dell'Africa meridionale (SACU)                                                    |
| Unione del Maghreb arabo (UMA-AMU)                                     |                                                                                                   |

### Membri dei pilastri
| CEN-SAD |
| --- |
| Stati fondatori (1998): - Burkina Faso - Ciad - Libia - Mali - Niger - Sudan Adesioni successive: - 1999: Rep. Centrafricana - 1999: Eritrea - 2000: Gibuti - 2000: Gambia - 2000: Senegal - 2001: Egitto - 2001: Marocco - 2001: Nigeria - 2001: Somalia - 2001: Tunisia - 2002: Benin - 2002: Togo - 2004: Costa d'Avorio - 2004: Guinea-Bissau - 2004: Liberia - 2005: Ghana - 2005: Sierra Leone - 2007: Comore - 2007: Guinea |

| COMESA |
| --- |
| Stati fondatori (1994): - Angola - Burundi - Comore - RD del Congo - Gibuti - Eritrea - Etiopia - Kenya - Madagascar - Malawi - Mauritius - Ruanda - Sudan - eSwatini - Uganda - Zambia - Zimbabwe Adesioni successive: - 1999: Egitto - 2001: Seychelles - 2006: Libia |
| Membri precedenti: - 1994-1997: Lesotho - 1994-1997: Mozambico - 1994-2000: Tanzania - 1994-2004: Namibia |

| ECOWAS |
| --- |
| Stati fondatori (1975): - Benin UEMOA-94 - Burkina Faso UEMOA-94 - Costa d'Avorio UEMOA-94 - Gambia WAMZ-00 - Ghana WAMZ-00 - Guinea WAMZ-00 - Guinea-Bissau UEMOA-97 - Liberia - Mali UEMOA-94 - Niger UEMOA-94 - Nigeria WAMZ-00 - Senegal UEMOA-94 - Sierra Leone WAMZ-00 - Togo UEMOA-94 Adesioni successive: - 1976: Capo Verde |
| Membri precedenti: - 1975-2002: Mauritania |
| UEMOA-94: stati membri dell'UEMOA dal 1994 UEMOA-97: stati membri dell'UEMOA dal 1997 WAMZ-00: stati membri della WAMZ dal 2000 |

| EAC |
| --- |
| Stati fondatori (2001): - Kenya - Tanzania - Uganda Adesioni successive: - 2007: Burundi - 2007: Ruanda |

| ECCAS |
| --- |
| Stati fondatori (1985): - Burundi - Camerun CEMAC-99 - Rep. Centrafricana CEMAC-99 - Ciad CEMAC-99 - Rep. del Congo CEMAC-99 - RD del Congo - Guinea Equatoriale CEMAC-99 - Gabon CEMAC-99 - Ruanda - São Tomé e Príncipe Adesioni successive: - 1999: Angola |
| CEMAC-99: stati membri della CEMAC dal 1999 |

| SADC |
| --- |
| Stati fondatori (1980): - Angola - Botswana SACU-70 - Lesotho SACU-70 - Malawi - Mozambico - eSwatini SACU-70 - Tanzania - Zambia - Zimbabwe Adesioni successive: - 1990: Namibia SACU-90 - 1990: Sudafrica SACU-70 - 1995: Mauritius - 1997: RD del Congo - 1997: Seychelles eccetto il periodo 2004-2007 - 2005: Madagascar |
| Paesi candidati: - 2000: Ruanda |
| SACU-70: stati membri della SACU dal 1970 SACU-90: stati membri della SACU dal 1990 |

| IGAD |
| --- |
| Stati fondatori (1986): - Gibuti - Etiopia - Kenya - Somalia - Sudan - Uganda Adesioni successive: - 1993: Eritrea |

| UMA 1                                                                      |
| -------------------------------------------------------------------------- |
| Stati fondatori (1989): - Algeria - Libia - Mauritania - Marocco - Tunisia |

     stati membri; anno di adesione
     stati membri; anno di adesione; cooperazione nella struttura del blocco interrotta
     stati candidati; anno di candidatura
1 L'Unione del Maghreb arabo non partecipa all'AEC, a causa dell'opposizione del Marocco
|  |  |

### Altri blocchi
GAFTA
     CEPGL
     COI
     LGA
     MRU

Altri blocchi commerciali in Africa che non fanno parte della Comunità economica africana.
GAFTA
CEPGL
COI
LGA
MRU

Altri blocchi regionali africani, che non partecipano all'AEC (ma i cui membri possono far parte di altri blocchi regionali che partecipano), sono i seguenti:
- Area araba allargata di libero scambio (GAFTA) (include anche molti stati mediorientali)
- Comunità economica dei Paesi dei Grandi Laghi (CEPGL)
- Commissione dell'Oceano Indiano (COI)
- Autorità Liptako-Gourma (LGA)
- Unione del fiume Mano (MRU)

Membri:
| GAFTA 1                                                       | CEPGL                                              | COI                                                             | LGA                                            | MRU                                                                           |
| ------------------------------------------------------------- | -------------------------------------------------- | --------------------------------------------------------------- | ---------------------------------------------- | ----------------------------------------------------------------------------- |
| Membri dal 2005: - Egitto - Libia - Marocco - Sudan - Tunisia | Membri dal 1976: - Burundi - RD del Congo - Ruanda | Membri dal 1984: - Comore - Madagascar - Mauritius - Seychelles | Membri dal 1970: - Burkina Faso - Mali - Niger | Membri dal 1973: - Liberia - Sierra Leone Adesioni successive: - 1980: Guinea |

## Obiettivi
L'AEC, fondata con il Trattato di Abuja, sottoscritto nel 1991 ed entrato in vigore nel 1994, prevedeva la realizzazione dei suoi obiettivi in sei stadi:
1. (Entro il 1999) Creazione di blocchi regionali nelle regioni in cui ancora non ne esistevano.
2. (Entro il 2007) Rafforzamento dell'integrazione e dell'armonizzazione tra i RECs.
3. (Entro il 2017) Creazione di un'area di libero scambio e di un'unione doganale in ciascun blocco regionale.
4. (Entro il 2019) Creazione di un'unione doganale (e quindi anche di un'area di libero scambio) su base continentale.
5. (Entro il 2023) Creazione di un Mercato comune Africano (African Common Market - ACM) su base continentale.
6. (Entro il 2028) Creazione di un'unione economica e monetaria (e quindi di un'unione monetaria) e di un Parlamento su base continentale.

Fine di tutti i periodi di transizione: al più tardi nel 2034.

### Stato di avanzamento dei singoli stadi
Al settembre 2007
- Stadio 1: Completato, solamente i membri dell'Unione del Maghreb arabo e la Repubblica Democratica Araba dei Sahraui non partecipano. La Somalia partecipa, sebbene manchi ancora l'implementazione pratica.
- Stadio 2: Avanzamento regolare, niente da segnalare.
- Stadio 3:

1 Membri che ancora non partecipano: Angola, Repubblica Democratica del Congo (trattative per l'adesione in corso), Eritrea, Etiopia, Seychelles (trattative per l'adesione in corso), Swaziland (in deroga finché la SACU non permetterà allo Swaziland di aderire all'Area di Libero Scambio), Uganda (adesione prossima) 

- Stadio 4: Ancora nessun progresso.
- Stadio 5: Ancora nessun progresso.
- Stadio 6: Ancora nessun progresso.

### Stato di avanzamento complessivo
1 Non tutti i membri partecipano ancora.

2 Telecomunicazioni, trasporti ed energia - Proposto.

3 Le merci sensibili saranno coperte dal 2012.

## Area di libero scambio africana (AFTZ)
L'Area di libero mercato africana (Africa Free Trade Zone - AFTZ) è un'area di libero scambio annunciata il 22 ottobre 2008 al summit congiunto della Comunità di sviluppo dell'Africa meridionale (SADC), del Mercato comune dell'Africa orientale e meridionale (COMESA) e della Comunità dell'Africa orientale (EAC).

### Sottoscrizione
I leader dei tre blocchi commerciali (COMESA, EAC e SADC), hanno annunciato lo storico accordo finalizzato alla creazione di un'unica area di libero scambio denominata Area di libero scambio africana, composta da 26 paesi con un PIL stimato pari a 624 miliardi di USD. La speranza è che tale accordo faciliti l'accesso a mercati interni alla AFTZ e ponga fine ai problemi derivanti dal fatto che alcuni dei paesi membri della stessa appartengono a diversi gruppi regionali.
L'Area di libero scambio africana annunciata al summit EAC-SADC-COMESA, noto anche come Summit AFTZ (AFTZ Summit) e Summit Tripartito (Tripartite Summit), rappresenta la realizzazione effettiva di un sogno che risale a più di cent'anni prima: la costituzione di un'area di scambio che si estende lungo il continente africano dal Cairo a Città del Capo, dall'Egitto nell'Africa Settentrionale fino in fondo alla punta più meridionale dell'Africa in Sudafrica. Questo fu il sogno immaginato da Cecil Rhodes e altri imperialisti britannici negli anni '90 del XIX secolo e che si manifestava in molteplici contesti e versioni, incluse, ma non solo, le idee di collegamenti stradali (la cosiddetta Cape to Cairo Road), ferroviari, telegrafici e commerciali tra Città del Capo e Il Cairo.
Sebbene altre potenze, in particolare Germania e Portogallo, avessero colonie o sfere di influenza nelle zone contemplate dall'area commerciale tra Città del Capo e Il Cairo, i principali beneficiari di tale unione sarebbero stati la Gran Bretagna e l'Impero britannico. La maggior differenza tra l'idea originaria e la sua attuale incarnazione è che la Zona di libero scambio africana è creata dagli stati africani per il mutuo vantaggio e sviluppo dei paesi membri, della loro popolazione e dell'intero continente africano, anziché essere un'area commerciale a beneficio della Gran Bretagna. Alla fine, la speranza è che la AFTZ sia una componente chiave verso l'Unità africana e la realizzazione di un'Africa unita sotto l'egida dell'Unione africana.
Un'altra importante differenza tra l'ideale originale e quella attuale è che la AFTZ abbraccia un'area molto più grande di quella che Cecil Rhodes avrebbe mai potuto immaginare. L'idea, oggi come allora, è quella di un'area di libero scambio che si estende lungo l'intero continente da Città del Capo in Sudafrica al Cairo in Egitto. Quella dei tempi di Rhodes avrebbe coinvolto al massimo una dozzina di paesi, mentre l'interpretazione corrente realizzata dalla AFTZ racchiude la maggior parte dell'Africa: quasi la metà dei paesi (26 su 54), più della metà di produzione, commercio, popolazione, territorio e risorse. Se sfruttasse il suo potenziale diventando un'unione economica veramente integrata, la AFTZ potrebbe effettivamente competere con le altre unioni economiche, grazie alle vaste risorse naturali, agli enormi mercati, alla popolazione giovane e al grande know-how tecnico (concentrato soprattutto nella SADC in generale e nella Sudafrica in particolare).
Oltre a risolvere la questione della doppia partecipazione di alcuni stati membri ai blocchi commerciali, a eliminare il problema della partecipazione degli stati membri anche ad altri programmi di cooperazione economica, politica e di difesa regionale, che potrebbero essere in competizione tra loro o minarsi l'un l'altro, l'Area di libero scambio africana si prefigge inoltre di rafforzare il potere contrattuale del blocco nella negoziazione di operazioni di respiro internazionale. Gli analisti ritengono che l'accordo relativo all'Area di libero scambio africana aiuterà il commercio intraregionale e stimolerà la crescita.
La AFTZ è considerata un passo fondamentale nell'implementazione della AEC, come organizzazione degli stati dell'Unione africana che stabilisca le basi per il mutuo sviluppo economico tra la maggioranza degli stati africani. Gli obiettivi statutari della AEC includono la creazione di aree di libero scambio, di unioni doganali, di un mercato unico, di una banca centrale e di una valuta comune, venendo così a stabilire un'unione economica e monetaria per l'Unione africana.

### I blocchi commerciali
I tre blocchi commerciali che si sono accordati per costruire la AFTZ (COMESA, EAC e SADC), sono già consolidati e coprono un'ampia varietà di territori, sistemi economici, sistemi politici, nonché di popoli diversificati: gli arabi a nord; gli stati monolitici dell'Africa subsahariana nel mezzo; i paesi africani multirazziali a est e a sud, comprendenti un significativo numero di africani europei (africani discendenti dalle razze caucasiche dell'Europa), di africani asiatici (inclusi indiani, cinesi e altri gruppi asiatici), così come di africani di colore (gli africani di razza mista ammontano a milioni in Sudafrica).
Molti dei membri dei tre blocchi commerciali si sovrappongono, con diversi paesi appartenenti a più di un blocco così come ad altre alleanze, sia interne sia esterne ai tre blocchi.

#### Mercato comune dell'Africa orientale e meridionale (COMESA)
La genesi del Mercato comune dell'Africa orientale e meridionale (COMESA) risale alla metà degli anni sessanta. L'idea di cooperazione economica regionale ricevette un considerevole impeto dallo stato di eccitazione e ottimismo che caratterizzò il periodo post-indipendenza nella maggior parte dell'Africa. Lo stato d'animo di allora era di solidarietà e fiducia collettiva panafricane, nate da un destino comune. Fu in tali circostanze che la Commissione economica per l'Africa delle Nazioni Unite (United Nations Economic Commission for Africa - ECA) convocò nel 1965 una riunione dei ministri degli stati dell'Africa orientale e meridionale che avevano recentemente ottenuto l'indipendenza per esaminare proposte in merito alla istituzione di un meccanismo teso a promuovere l'integrazione economica subregionale. L'incontro, che ebbe luogo a Lusaka in Zambia, suggerì la creazione di una Comunità economica degli Stati dell'Africa orientale e centrale.
Conseguentemente fu costituito un Consiglio dei ministri provvisorio (Interim Council of Ministers), assistito da un Comitato economico provvisorio (Interim Economic Committee) di tecnici, col compito di negoziare il trattato e dare inizio a programmi di cooperazione economica, in attesa della conclusione di tali negoziazioni.
Nel 1978, a un incontro dei ministri del Commercio, delle Finanze e della Programmazione tenutosi a Lusaka in Zambia, fu suggerita la creazione di una comunità economica subregionale, iniziando con un'area di commercio preferenziale subregionale che sarebbe stata gradualmente promossa in un periodo di dieci anni a un mercato comune fino all'istituzione della comunità. A tal fine, nell'incontro fu adottata una dichiarazione d'intenti e d'impegno in merito alla costituzione di un'Area di Commercio Preferenziale dell'Africa Orientale e Meridionale (Preferential Trade Area for Eastern and Southern Africa - PTA) e venne creata una Squadra Intergovernativa di Negoziazione (Inter-governmental Negotiating Team) sul Trattato costitutivo della PTA. Nell'incontro fu inoltre condivisa una tabella di marcia indicativa per i lavori della Squadra Intergovernativa di Negoziazione.
Completati i lavori preparatori, venne convocato a Lusaka in Zambia il 21 dicembre 1981 un incontro dei capi di Stato e di governo nel corso del quale fu sottoscritto il Trattato costitutivo della PTA. Il trattato entrò in vigore il 30 settembre 1982 dopo essere stato ratificato da almeno sette degli stati firmatari, come previsto dall'Articolo 50 del Trattato stesso.
La PTA fu costituita per trarre vantaggio da un ampliamento della dimensione del mercato, per condividere il patrimonio e il destino comuni della regione e per permettere una maggior cooperazione sociale ed economica, con l'obiettivo finale di giungere alla creazione di una comunità economica. Il trattato costitutivo della PTA ne prevedeva la trasformazione in un mercato comune e, in conformità a questo, il trattato costitutivo della COMESA fu sottoscritto il 5 novembre 1993 a Kampala in Uganda e fu ratificato un anno dopo a Lilongwe in Malawi l'8 dicembre 1994.
È importante sottolineare il fatto che l'istituzione della PTA, e la sua trasformazione nel COMESA, erano coerenti con gli obiettivi del Piano d'azione di Lagos (Lagos Plan of Action - LPA) e dell'Atto finale di Lagos (Final Act of Lagos - FAL) dell'Organizzazione dell'unità africana (Organisation of African Unity - OAU). Entrambi prevedevano infatti un processo evolutivo nell'integrazione economica del continente, in cui le comunità economiche regionali avrebbero costituito le fondamenta sulle quali erigere una Comunità economica africana.
Gli stati membri del COMESA sono: Burundi, Comore, Egitto, Eritrea, Etiopia, Gibuti, Kenya, Libia, Madagascar, Malawi, Mauritius, Repubblica Democratica del Congo, Ruanda, Seychelles, Sudan, Swaziland, Uganda, Zambia e Zimbabwe
La visione del COMESA è "essere una comunità economica regionale pienamente integrata, competitiva sul piano internazionale, con elevati standard di vita per tutta la propria popolazione, pronta a fondersi in una Comunità economica africana".

#### Comunità dell'Africa Orientale (EAC)
La Comunità dell'Africa Orientale (EAC) è l'organizzazione intergovernativa regionale di Burundi, Kenya, Ruanda, Uganda e Tanzania, con quartier generale ad Arusha in Tanzania. Il Trattato per la Costituzione della Comunità economica africana (Treaty for Establishment of the East African Community) fu sottoscritto il 30 novembre 1999 ed entrò in vigore il 7 luglio 2000 in seguito alla ratificazione da parte dei tre stati fondatori (Kenya, Uganda e Tanzania). Ruanda e Burundi sottoscrissero il trattato il 18 giugno 2007 e divennero membri a pieno titolo della comunità a decorrere dal 1º luglio 2007.
La EAC fu costituita in origine nel 1967. Tuttavia, disaccordi intervenuti tra gli stati fondatori originari (Uganda, Kenya e Tanzania), la condussero al collasso. Il trattato sottoscritto il 30 novembre 1999 ne stabiliva la rinascita; la nuova EAC nacque nel 2000, reincarnata in un gruppo più maturo. La EAC è uno dei blocchi commerciali africani di natura più omogenea, data la prevalenza dello swahili come lingua comune nei paesi membri, così come la loro lunga storia di cooperazione regionale, che può esser fatta risalire ai tempi coloniali.
La EAC si prefigge l'ampliamento e l'intensificazione della cooperazione tra gli stati membri nei campi, tra gli altri, politico, economico e sociale per il proprio mutuo vantaggio. A tal fine i paesi della EAC hanno costituito un'unione doganale nel 2005 e stanno lavorando verso l'istituzione di un mercato comune entro il 2010, che sarà seguito da un'unione valutaria entro il 2012 e, infine, da una Federazione Politica degli Stati dell'Africa Orientale (Political Federation of the East African States).
Con l'allargamento della comunità nel 2007, questa ne risultò molto stimolata. La realizzazione di un ampio blocco economico regionale comprendente Burundi, Kenya, Ruanda, Tanzania e Uganda con una popolazione di 120 milioni di persone, un'area territoriale di 1,85 milioni di km2 e un prodotto interno lordo pari a 41 miliardi di USD, "riveste grande rilievo strategico e geopolitico, e afferma la prospettiva di una Comunità dell'Africa orientale rinnovata e rinvigorita".
Il processo di integrazione regionale attualmente è a un punto cruciale. L'incoraggiante progresso dell'Unione doganale dell'Africa orientale, l'allargamento della comunità con l'ammissione di Ruanda e Burundi, le attive negoziazioni relative al mercato comune dell'Africa orientale, così come le consultazioni per accelerare il processo verso la Federazione dell'Africa Orientale (East African Federation), evidenziano tutti la seria determinazione dei leader e dei cittadini dell'Africa Orientale in merito alla costruzione di un blocco economico e politico potente e sostenibile.
La visione della EAC è, similmente a quella del COMESA, "essere una comunità economica regionale pienamente integrata, competitiva sul piano internazionale, con elevati standard di vita per tutta la propria popolazione, pronta a fondersi nella Comunità economica africana".

#### Comunità di sviluppo dell'Africa meridionale (SADC)
Tra tutti i blocchi commerciali africani, la Comunità di sviluppo dell'Africa meridionale (SADC) è quello più grande, probabilmente il più integrato e forse il più affermato (in termini di cooperazione regionale e del mutuo beneficio dei membri). Sebbene il Sudafrica possa essere stato la forza motrice che ha spinto molte delle integrazioni economiche della comunità, sembra che tutti i paesi membri ne abbiano ampiamente beneficiato e che nessuno abbia lamentele. È veramente riuscita a diventare un'organizzazione più grande della somma delle sue parti. Diversi paesi della SADC hanno i PIL più alti dell'Africa.
La SADC esiste sin dal 1980, quando venne formata una libera alleanza di nove stati democratici dell'Africa Meridionale conosciuta come Conferenza per il Coordinamento dello sviluppo dell'Africa meridionale (Southern African Development Coordination Conference - SADCC), avente come scopo principale il coordinamento dei progetti di sviluppo finalizzati a diminuire la dipendenza economica dall'apartheid allora presente in Sudafrica. Gli stati fondatori erano: Angola, Botswana, Lesotho, Malawi, Mozambico, Swaziland, Tanzania, Zambia e Zimbabwe.
La SADCC fu costituita a Lusaka in Zambia, il 1º aprile 1980, in seguito all'adozione della Dichiarazione di Lusaka - Africa Meridionale: Verso la Liberazione Economica (Lusaka Declaration - Southern Africa: Towards Economic Liberation).
La trasformazione dell'organizzazione da una conferenza di coordinamento in una comunità di sviluppo (SADC) ebbe luogo il 17 agosto 1992 a Windhoek in Namibia quando la Dichiarazione e il Trattato furono sottoscritti al summit dei capi di Stato e di Governo fornendo in tal modo l'organizzazione di carattere legale.
La SADC decollò davvero come un'entità moderna con l'aggiunta del Sudafrica post-apartheid, quando, nel 1994, questo divenne una repubblica multirazziale. La SADC prosperò sotto la guida di Nelson Mandela, Thabo Mbeki e molti altri leader regionali lungimiranti che vedevano il buon senso della cooperazione regionale. Che piaccia o meno, non è possibile fare a meno di ammirare Thabo Mbeki per la sua costante fiducia nell'Africa e il suo impegno per l'Unità africana. La SADC gli fornì una piattaforma con la quale sperimentare l'implementazione di un esempio di integrazione dell'Africa meridionale.
Gli stati membri della SADC sono: Angola, Botswana, Lesotho, Madagascar, Malawi, Mauritius, Mozambico, Namibia, Repubblica Democratica del Congo, Sudafrica, Swaziland, Tanzania, Zambia e Zimbabwe.
La SADC copre una popolazione di circa 248 milioni di persone con un PIL complessivo di 379 miliardi di USD (2006). Il quartier generale si trova a Gaborone in Botswana.

### Significato storico della AFTZ
Il summit di EAC, SADC e COMESA è considerato storico perché, per la prima volta dalla nascita dell'Unione africana, i diversi blocchi principali dell'AEC si sono trovati d'accordo sulle modalità di integrazione di territori e di direzione verso l'approfondimento e l'ampliamento dell'integrazione nello spirito del Trattato di Abuja, costitutivo dell'AEC. Inoltre, per la prima volta, nasceva un'unione veramente transcontinentale, che spazia dal nord al sud del continente. Allo stato attuale la AFTZ (EAC, COMESA e SADC) ha una popolazione complessiva di 527 milioni di persone e un PIL di 625 miliardi di USD. Per dimensione e potenzialità, la AFTZ compete con i maggiori blocchi commerciali. L'unico dubbio è se la AFTZ riuscirà ad integrarsi completamente o rimarrà solamente un'altra di quelle organizzazioni africane con grandi obiettivi ma piccoli risultati.
Tra i blocchi commerciali membri della AFTZ, la SADC è il più grande; copre una popolazione di circa 248 milioni di persone in una zona il cui PIL cumulato è pari a 379 miliardi di USD (2006). Il COMESA, costituito nel 1994 in sostituzione della PTA, include 398 milioni di persone e ha un PIL complessivo di 286,7 miliardi di USD (2006). Tra i suoi membri ci sono Zimbabwe, Zambia, Uganda e Sudan. La EAC, il blocco commerciale più piccolo, ha un PIL di 46,6 miliardi di USD (2006).

### Membri della AFTZ
I paesi membri della AFTZ sono: Angola, Botswana, Burundi, Comore, Egitto, Eritrea, Etiopia, Gibuti, Kenya, Lesotho, Libia, Madagascar, Malawi, Mauritius, Mozambico, Namibia, Repubblica Democratica del Congo, Ruanda, Seychelles, Swaziland, Sudafrica, Sudan, Tanzania, Uganda, Zambia e Zimbabwe.
Il solo membro naturale della AFTZ rimasto indietro è la Somalia, a causa del conflitto civile che ha lasciato la maggior parte del paese senza un governo funzionante.

### Presenze al Summit AFTZ
Al Summit AFTZ erano presenti i seguenti capi di Stato e di governo:
- Yoweri Kaguta Museveni, presidente della Repubblica dell'Uganda;
- Mwai Kibaki, presidente della Repubblica del Kenya;
- Kgalema Motlanthe, presidente della Sudafrica;
- Jakaya Mrisho Kikwete, presidente della Repubblica Unita di Tanzania;
- Paul Kagame, presidente della Repubblica del Ruanda;
- Robert Gabriel Mugabe, presidente della Repubblica dello Zimbabwe;
- Pakalitha Mosisili, primo ministro del Regno del Lesotho;
- Gabriel Ntisezerana, secondo vice presidente della Repubblica del Burundi;
- Sibusiso Barnabas Dlamini, primo ministro del Regno dello Swaziland.

In rappresentanza di Capi di Stato e di Governo, erano presenti i seguenti plenipotenziari:
- Olivier Kamitatu Etshou, Ministro della Pianificazione, Repubblica Democratica del Congo;
- Rifki Abdoulkader Bamakhrama, Ministro del Commercio e dell'Industria, Repubblica di Gibuti;
- Osman Mohamed, Ministro dello Sviluppo Economico, Repubblica Araba d'Egitto;
- Ali Abd Alazziz Alsawi, Segretario Generale dell'Economia, del Commercio e degli Investimenti, Grande Jamāhīriyya Araba di Libia Popolare e Socialista;
- Joyce Banda, Ministro degli Affari Esteri, Repubblica del Malawi;
- Arvind Boolell, Ministro degli Affari Esteri, dell'Integrazione Regionale e del Commercio Internazionale, Repubblica di Mauritius;
- Antonion Fernando, Ministro del Commercio e dell'Industria, Repubblica del Mozambico;
- Bradford Machila, Ministro del Territorio e Rappresentante Speciale del Vicepresidente e Sostituto Presidente della Repubblica dello Zambia;
- Joaquim Duarte da Costa David, Ministro dell'Industria, Repubblica dell'Angola;
- Neo D. Moroka, Ministro del Commercio e dell'Industria, Repubblica del Botswana;
- Patrick Pillay, Ministro degli Affari Esteri, Repubblica delle Seychelles;
- Hassan Ibrahim Gadkarim, Ambasciatore della Repubblica del Sudan presso la Repubblica dell'Uganda, la Repubblica del Ruanda e la Repubblica del Burundi;
- Wilfried I. Emvula, Ambasciatore e Delegato Permanente presso l'Unione africana e la Commissione economica per l'Africa, Repubblica della Namibia;
- Salih Omar Abdu, Ambasciatore dello Stato di Eritrea presso la Repubblica del Kenya, la Repubblica dell'Uganda e la Repubblica Unita di Tanzania;
- Denis Andriamandroso, Ambasciatore della Repubblica del Madagascar presso la Sudafrica;
- Clifford Sibusiso Mamba, Segretario Permanente, Ministro degli Affari Esteri e del Commercio, Regno dello Swaziland.

Inoltre erano presenti, in rappresentanza delle organizzazioni interessate, i seguenti dirigenti:
- Erastus J.O. Mwencha, vice presidente, Commissione dell'Unione africana (African Union Commission);
- Lalla Ben Barka, vice segretario esecutivo, Commissione economica per l'Africa delle Nazioni Unite (UNECA);
- Mtchera J. Chirwa, Banca africana di sviluppo;
- Kasaija Apuuli, IGAD;
- Liberata Mulamula, segretario esecutivo, Conferenza internazionale sui Grandi Laghi (International Conference on the Great Lakes).

Naturalmente erano presenti anche i direttori generali dei tre blocchi commerciali:
- Erasturs Mwencha, Segretario Esecutivo, COMESA;
- Juma Mwapachu, Segretario Generale, EAC;
- Tomaz Augusto Salomao, Segretario Esecutivo, SADC.

### Discorso del presidente sudafricano sulla AFTZ
Parlando a un incontro delle tre comunità economiche regionali africane a Kampala in Uganda, Kgalema Motlanthe, presidente del Sudafrica, sostenne l'importanza fondamentale della AFTZ nell'integrazione delle economie africane e per l'unione finale del continente. Con la grande incertezza nell'economia globale seguita all'aumento dei prezzi di cibo ed energia e, più recentemente, le turbolenze dei mercati finanziari, Motlanthe affermò che l'avvento della AFTZ non avrebbe potuto capitare in un momento migliore.
Nonostante i paesi africani e gli altri paesi in via di sviluppo abbiano avuto un'influenza marginale sulle decisioni che hanno condotto il sistema finanziario internazionale sull'orlo del collasso, ingiustificatamente, i poveri e i vulnerabili di questi paesi sopporteranno il peso maggiore della flessione economica.
"È imperativo che siano sviluppate efficaci misure correttive per mitigare l'impatto negativo della crisi, e i paesi in via di sviluppo devono essere inclusi immediatamente nella direzione delle istituzioni finanziarie internazionali", disse Motlanthe.
Allo stesso tempo, era necessario lavorare verso un più equo regime del commercio globale, che ponesse al centro gli interessi dei paesi in via di sviluppo, inclusi quelli africani. Egli esortò inoltre il Mercato comune dell'Africa orientale e meridionale (COMESA), la Comunità dell'Africa orientale (EAC) e la Comunità per lo sviluppo dell'Africa meridionale (SADC), ad aumentare la cooperazione verso una maggior integrazione.
"Il processo in cui ci siamo imbarcati oggi segna un passo storico verso l'adempimento degli impegni che ci siamo assunti nei confronti dell'Unione africana e con la struttura di integrazione continentale prevista dal Trattato di Abuja, secondo il quale le comunità economiche regionali sono le pietre con cui costruire la comunità economica africana.
"È arrivato il momento per COMESSA, EAC e SADC di mettere insieme i propri rispettivi programmi di integrazione regionale per ampliare ulteriormente i propri mercati, sbloccare il potenziale produttivo, incrementare il livello del commercio intrafricano e migliorare le prospettive di sviluppo.
"Come prossimo passo nell'espansione dei mercati regionali in Africa, il processo che intraprendiamo oggi ci porrà in una posizione più forte per rispondere efficacemente all'intensificarsi della competizione economica globale e ci farà iniziare a vincere le sfide poste dalla partecipazione a molteplici organizzazioni regionali.
"Lasciateci perciò prendere le decisioni necessarie per lavorare sistematicamente e con determinazione alla costituzione di un'unica area di libero scambio che salderà le nostre tre regioni insieme in una sola", disse Motlanthe.

### Sfide della AFTZ
In aggiunta alle usuali sfide organizzative relative alla costruzione dalle fondamenta di un blocco commerciale e di un'unione economica, integrando tre diverse organizzazioni e guidando l'area verso un'unione economica regionale integrata, la AFTZ si trova ad affrontare molte altre sfide, incluse, ma non solo, le seguenti:
(a) Somalia. La AFTZ non può integrare tutti suoi paesi (alcuni dei quali confinano con la Somalia e interferiscono o subiscono i problemi della stessa, siano essi la pirateria, l'esodo dei rifugiati o il conflitto interno) e lasciare indietro la Somalia. La situazione del paese, più che una sfida, rappresenta un vero e proprio esame sulla determinazione dei leader della AFTZ in merito all'intenzione di far progredire l'intero continente africano.
(b) Zimbabwe. La SADC è stata inefficace nella gestione della perdurante e insostenibile situazione dello Zimbabwe. Sotto la guida di Thabo Mbeki, la SADC intraprese un percorso di "diplomazia segreta", instaurando con Robert Mugabe un dialogo dietro le quinte e segnando un cambiamento rispetto all'utilizzo del braccio di ferro su cui si basava l'approccio assunto dall'Occidente. Lo Zimbabwe, con la sua elevata inflazione, la perenne instabilità politica e l'esodo di massa delle persone verso i paesi vicini (in particolare il Sudafrica), minaccia di destabilizzare l'esistenza pacifica della SADC se tali questioni non verranno risolte.
(c) Darfur. In considerazione della qualifica di membro del Sudan, non ci potrà essere piena integrazione e non potrà essere valorizzato appieno il potenziale sudanese, fino a che il paese non avrà risolto la questione del Darfur.
(d) Congo. Con le sue vaste risorse e il più grande potenziale inespresso al mondo, la Repubblica Democratica del Congo è un barile di dinamite pronto ad esplodere se maneggiato impropriamente. Molti paesi membri della AFTZ inclusi Uganda, Ruanda, Sudafrica e Burundi hanno una storia di coinvolgimento negli affari interni della Repubblica Democratica del Congo. Si ritiene che Nkunda sia stato parzialmente finanziato dal Ruanda. La stabilità e lo sviluppo del Congo dev'essere una priorità per la AFTZ.
(e) Successione in Sudafrica. Il Sudafrica si trova ad affrontare una crisi politica che può essere risolta in modo che ne risultino fortificati i valori democratici o che può gettare il paese in un collasso in cui venga distrutta per sempre la sua struttura di paese retto da una stabile democrazia. L'estromissione di Mbeki dall'ANC, la risultante ricaduta che può portare a una possibile spaccatura dell'ANC e tutta la retorica dalle fazioni schierate su entrambi i fronti del dibattito, sono tutti elementi potenzialmente esplosivi. Anche se Jacob Zuma può davvero risultare essere un leader molto competente ed efficace, la sua selezione come guida dell'ANC e del Sudafrica non fa necessariamente dormire meglio la notte un mucchio di uomini d'affari e di investitori. Il suo sostegno da parte dei giovani e della cosiddetta ala sinistra dell'ANC (inclusi membri del Partito Comunista Sudafricano con doppia partecipazione) così come le sue provocatorie buffonate pubbliche fanno sì che molti si chiedano se ci darà un taglio. Molti dubitano che manterrebbe le politiche che hanno portato il Sudafrica ad essere uno stimato attore sul palcoscenico mondiale nonostante la sua relativamente piccola economia.
(f) Gibuti–Eritrea. Pochi giorni dopo la notizia della costituzione della AFTZ, Gibuti annunciò che avrebbe dichiarato guerra all'Eritrea, se questa non avesse rispettato la sua integrità territoriale. Inevitabile chiedersi come sia possibile integrare i sistemi economici e diventare parte della stessa unione, quando non si è in grado di gestire una semplice contestazione sui confini tra membri dello stesso blocco commerciale senza ricorrere alla guerra. Soprattutto l'episodio non avrebbe potuto capitare in un momento più inopportuno. Ci si chiede se i leader dei due paesi non avessero letto le notizie sulla costituzione della AFTZ, se non fossero né fossero stati informati della natura storica dell'accordo e dei suoi obiettivi finali. Più le cose cambiano, più rimangono le stesse.